# Tobias Rühle
Tobias Rühle (* 7. Februar 1991 in Heidenheim an der Brenz) ist ein deutscher Fußballspieler, der beim FV Illertissen unter Vertrag steht und ehemaliger Nachwuchsnationalspieler ist.

## Karriere

### Im Verein
Rühle spielte in der Jugend zunächst bei der TSV Herbrechtingen, die er 2004 verließ, um sich dem SSV Ulm 1846 anzuschließen. 2006 wechselte er zur Jugend des VfB Stuttgart. Bereits ein Jahr später, mit 17 Jahren, durfte er auch in der U19 spielen und nahm an den beiden Halbfinalspielen um die deutsche A-Jugend-Meisterschaft teil.
Im Januar 2010 nahm Rühle am Wintertrainingslager der ersten Mannschaft des VfB teil und wurde danach auch vorzeitig von der A-Jugend in die zweite Mannschaft der Schwaben in der 3. Liga befördert. Sein Profidebüt gab der Mittelstürmer am 13. Februar 2010 am 24. Spieltag der Saison 2009/10 für die zweite Mannschaft des VfB gegen den SV Wehen Wiesbaden. Nach zuvor 32 torlosen Spielen erzielte er am 19. Februar 2011 am 25. Spieltag der Saison 2010/11 beim 2:2 gegen den 1. FC Saarbrücken sein erstes Tor für den VfB Stuttgart II.
Zur Saison 2011/12 wechselte Rühle in seine Heimat zum 1. FC Heidenheim. Dort kam er meist nur als Einwechselspieler zum Zug und erzielte bei seinen 19 Einsätzen zwei Jokertore. Am 15. Juni 2012 wurde Rühle aus disziplinarischen Gründen beim Drittligisten suspendiert.
Am 22. Juni 2012 gaben die Stuttgarter Kickers die Verpflichtung von Rühle zur Saison 2012/13 bekannt. Rühle unterschrieb beim Aufsteiger einen Einjahresvertrag bis zum 30. Juni 2013 und erhielt im Kader von Trainer Dirk Schuster die Rückennummer 14.
Zur Saison 2013/14 wechselte Rühle zum Regionalligisten SG Sonnenhof Großaspach. Den Verein führte er mit 14 Toren in 33 Spielen zur Meisterschaft und zum Aufstieg in die dritte Liga. 2016 schloss er sich dem Ligakonkurrenten Preußen Münster an, bei dem er auf Anhieb zum Stammspieler wurde.
Zur Drittligasaison 2019/20 wechselte Rühle zum KFC Uerdingen 05. Dort wurde sein Vertrag im Januar 2020 nach nur sieben Einsätzen einvernehmlich wieder aufgelöst.
Wenig später unterschrieb der Stürmer einen bis Juni 2022 gültigen Vertrag beim Südwestregionalligisten SSV Ulm 1846, bei dem er ausgebildet worden ist. Wegen der COVID-19-Pandemie in Deutschland kam er zu keinem Ligaeinsatz in der ausgesetzten Regionalliga-Spielzeit 2019/20. Mit dem Klub gewann er im Sommer des Jahres den WFV-Pokal 2019/20, beim 3:0-Endspielerfolg gegen den Ligakonkurrenten TSG Balingen erzielte er das erste Tor des Spiels. Mit seinem Verein wurde er am Ende der Saison 2022/23 Meister und stieg in die 3. Liga auf.
Ende Januar 2024 wechselte er zum FV Illertissen in die Regionalliga Bayern.

### Nationalmannschaft
Rühle spielte für die deutsche U17-, U18- und U19-Nationalmannschaft. 

## Erfolge
- WFV-Pokal-Sieger: 2019/20 und 2020/21
- Meister der Regionalliga Südwest und Aufstieg in die 3. Liga: 2023